# Fucile subacqueo

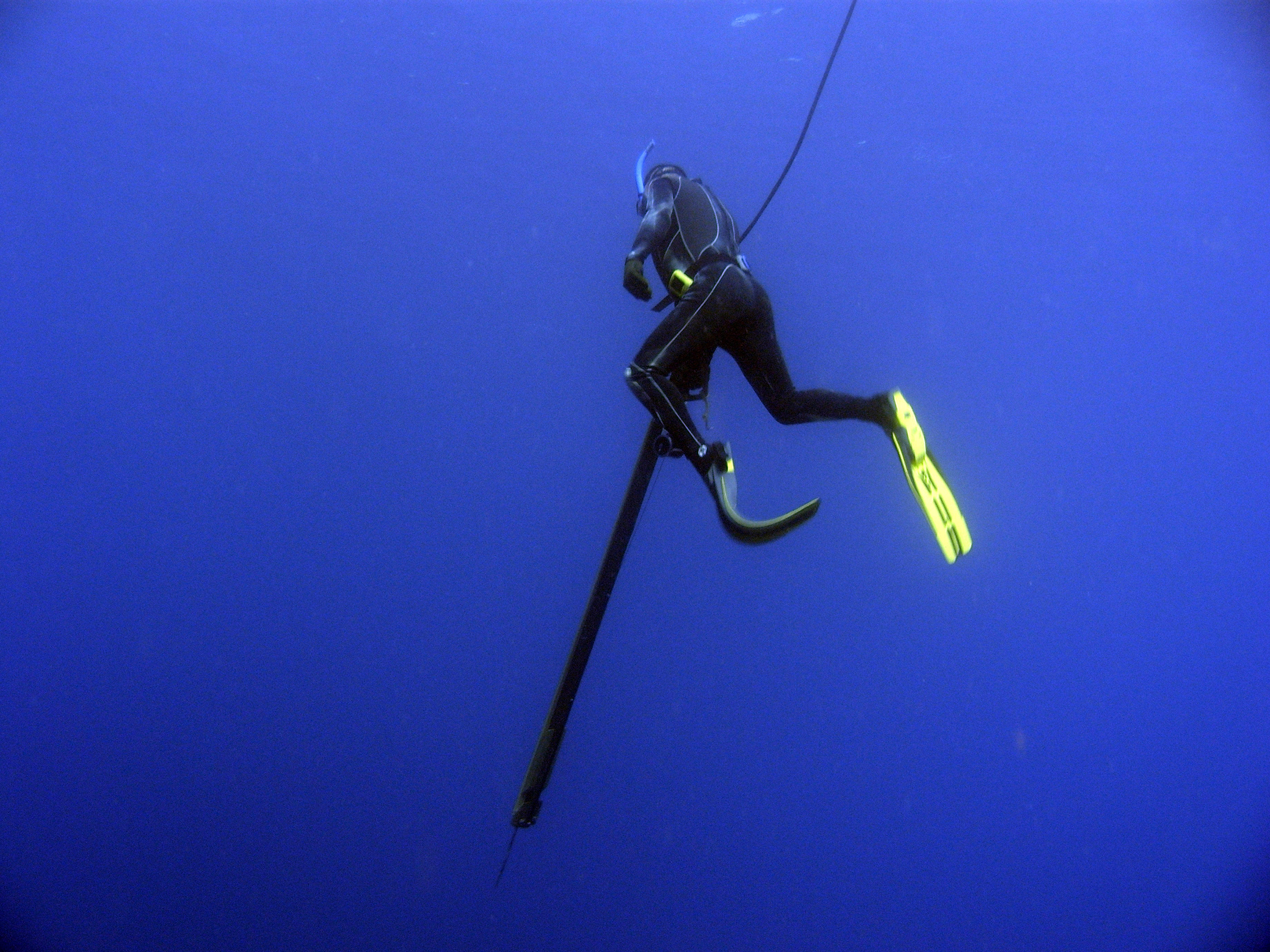
Pescatore subacqueo giapponese che usa un lunghissimo fucile ad elastico per la pesca del tonno

Il fucile subacqueo è uno strumento da pesca commerciale o sportiva ideato per catturare specie ittiche prevalentemente in movimento (non sessili) ed utilizzato per praticare la pesca subacquea.

## Descrizione
A dispetto del nome, non ha molto in comune con il fucile se non la forma, somigliando nella funzione piuttosto a strumenti di cattura come la balestra o l'arco. Con il fucile subacqueo viene scoccata un'asta, utilizzando come mezzo di propulsione l'aria compressa o degli elastici in lattice (arbalete). La gittata massima è di 8-9 metri nei modelli più lunghi, ma a tale distanza il tiro è già molto debole e rischia di far fallire la cattura, perciò si preferisce tentare il tiro a distanza più ravvicinata. All'asta può essere montato tramite filettatura posta all'estremità a seconda delle esigenze e delle tipologie di pesce da catturare sia una fiocina, generalmente a tre o a cinque punte, che un arpione.
Solitamente la fiocina si utilizza nella pesca in tana e comunque nelle tecniche di pesca che richiedono tiri ravvicinati in cui non si ricerca la precisione del tiro. Da questo punto di vista le tre o più punte della fiocina aumentano le possibilità di riuscita. L'asta con arpione, denominata tahitiana se uniforme e sprovvista di filettatura, viene solitamente impiegata per la pesca all'aspetto perché garantisce maggiore precisione e gittata del tiro.

## Tipologie
Esistono tre tipologie di fucile: quello ad elastico, l'oleopneumatico e a molla.
- Il fucile a molla elicoidale, è ormai finito in disuso. Questo fucile funzionava grazie ad una molla in acciaio montata all'interno del fusto del fucile. Esso comunque non viene più utilizzato per il suo eccessivo ingombro e per la lentezza di uscita dell'asta.
- Il fucile ad elastico, comunemente conosciuto come arbalete, è un attrezzo capace di tiri di buone velocità, associati alla silenziosità, determinante per non allarmare le specie nella zona. Con l'arbalete si utilizzano aste dal diametro variabile dagli usuali 6/6,5 mm ai 7 mm. Pur essendo il fucile più usato dagli apneisti, l'arbalete presenta l'inconveniente di essere difficilmente manovrabile in acqua a causa delle sue notevoli dimensioni (dai 55 ai 130 cm di lunghezza). Per riuscire a muoversi con dimestichezza utilizzando un'arbalete, senza sprecare energie e senza fare rumore, è necessaria infatti una certa dose d'esperienza. Esiste anche un tipo di arbalete speciale, denominato roller, che sfrutta un sistema di rotelle poste nella testata del fucile in modo da aumentare la corsa degli elastici e dunque le prestazioni.
- Il fucile pneumatico sfrutta la velocità di espansione dell'aria compressa contenuta al suo interno per lanciare un'asta di acciaio dal diametro di 7/8 mm verso il bersaglio. Questo fucile è meno preciso e più rumoroso dell'arbalete, ma, con un'adeguata pressione di precarica, può imprimere una maggiore energia cinetica all'asta.

Ogni fucile dispone di un'asta collegata ad esso tramite una sagola, eventualmente abbinata ad un mulinello situato sotto il fusto del fucile, utilizzato soprattutto per la cattura di pesci di grosse dimensioni (che una volta colpiti fuggono trascinando con sé la sagola) ma anche per evitare di lasciare il fucile sul fondo quando l'asta rimane incastrata.

Ad ogni immersione si dispone di un'unica possibilità di tiro ed un eventuale errore determina quasi sempre la fuga del pesce e l'impossibilità di ritentare immediatamente il tiro. Nella sportività di questa disciplina ha un ruolo importante il fatto di confrontarsi con la preda disponendo di questo unico tiro da effettuare entro un breve lasso di tempo (per non rischiare la propria vita protraendo eccessivamente l'apnea).

### Materiali utilizzati
Attualmente ci sono tre tipi di materiali utilizzati per i fucili subacquei:
- Alluminio: questo è il tipo di fucile più comune e conveniente
- Carbonio: migliora notevolmente la galleggiabilità e permette configurazioni a doppio elastico grazie alla maggiore rigidità
- Legno: ha molte qualità tecniche che l'alluminio e il carbonio non hanno